# Oliarus vitrea
Oliarus vitrea är en insektsart som beskrevs av Melichar 1905. Oliarus vitrea ingår i släktet Oliarus och familjen kilstritar. Inga underarter finns listade i Catalogue of Life.